# Montier-en-l’Isle
Montier-en-l’Isle település Franciaországban, Aube megyében. Lakosainak száma 218 fő (2022. január 1.). Montier-en-l’Isle Ailleville, Arrentières, Arsonval, Jaucourt, Lévigny és Proverville községekkel határos.

## Népesség
A település népessége az elmúlt években az alábbi módon változott:
| Lakosok száma | 204  | 165  | 206  | 208  | 223  | 238  | 235  | 224  | 222  | 218  |
|               | 1968 | 1982 | 1990 | 2006 | 2013 | 2015 | 2017 | 2019 | 2020 | 2022 |